# Ozawa Yuki
Yuki Ozawa (sinh ngày 4 tháng 10 năm 1983) là một cầu thủ bóng đá người Nhật Bản.

## Sự nghiệp câu lạc bộ
Yuki Ozawa đã từng chơi cho Mito HollyHock, Shonan Bellmare, SC Sagamihara và Kamatamare Sanuki.